# Ebinania australiae
Ebinania australiae är en fiskart som beskrevs av Jackson och Nelson 2006. Ebinania australiae ingår i släktet Ebinania och familjen paddulkar. Inga underarter finns listade i Catalogue of Life.